# بارکلی (دلاور)
بارکلی (به انگلیسی: Barkley) یک محدوده ثبت‌نشده در ایالات متحده آمریکا است که در شهرستان نیو کستل ایالت دلاور واقع شده‌است. بارکلی ۱۲۸٫۰۲ متر بالاتر از سطح دریا واقع شده‌است.